# De uitnodiging van Djha
De uitnodiging van Djha is een volksverhaal uit Marokko.

## Het verhaal
Djha heeft veel rijke vrienden en wordt vaak voor feesten uitgenodigd, maar zijn vrienden hebben genoeg van zijn opdringerigheid. Djha nodigt namelijk nooit zelf iemand uit en de vrienden zorgen ervoor dat ze nu eens voor het eten worden uitgenodigd. Djha gaat akkoord, maar wil dat iedereen zijn beste kleding aantrekt. Djha heeft een stapel tassen bij de deur en iedereen moet zich uitkleden voor ze binnen mogen. Djha verkoopt de kleding op de souk (markt) en met het geld doet hij inkopen voor de maaltijd. Djha en zijn gasten eten en als ze willen weggaan, merken ze dat hun kleren verdwenen zijn. Djha zegt dat ze gegeten hebben wat aan hen toekomt.

## Achtergronden
Djha of Djiha is een persoon die in veel volksverhalen in Noord-Afrika en het Midden-Oosten voorkomt. In Egypte heet hij Goha en in Turkije Nasreddin Hodja. Het is een slimme jongen die zich onnozel voordoet om machthebbers en rijken te foppen. Het is de ware wraak van het gewone volk op de heersende klassen.